# Laphria willistoniana
Laphria willistoniana är en tvåvingeart som beskrevs av Günther Enderlein 1914. Laphria willistoniana ingår i släktet Laphria och familjen rovflugor. Inga underarter finns listade i Catalogue of Life.